# Chi Uyên ương
Chi Uyên ương (danh pháp khoa học: Aix) là một chi chỉ chứa hai loài vịt là vịt Carolina (Aix sponsa), và uyên ương (Aix galericulata).
Chi này thuộc về họ Anatidae của Anseriformes. Chúng trước đây được đặt trong "vịt đậu cây", một nhóm cận ngành nằm trung gian giữa hai nhóm vịt khoang và vịt mò (vịt thật sự), và hoàn toàn không rõ ràng là chúng nên được đặt trong phân họ Anatinae (vịt thật sự) hay phân họ Tadorninae (vịt khoang) .
Hai loài này thường coi là rất hấp dẫn, đặc biệt là những con trống nhiều màu sắc lòe loẹt. Vịt Carolina là một loài ở Bắc Mỹ, sinh sống chủ yếu ở nửa miền đông Hoa Kỳ và từ miền nam Canada tới miền bắc México. Uyên ương là một loài ở châu Á, chủ yếu sống ở Nhật Bản và Trung Quốc, nhưng có một số quần thể hoang dã quan trọng tại Vương quốc Anh. Trong mùa đông, cả hai loài di cư từ phần phía bắc của khu vực sinh sống tương ứng của chúng tới phía nam của khu vực này. Chúng sống trong sông, suối, ao, hồ tại các khu đồng rừng yên tĩnh.
Chi này thể hiện dị hình giới tính (các khác biệt giữa hai giới) rõ nét, với các con mái nhỏ hơn và màu sắc xỉn hơn.
Vịt Carolina có khối lượng 500-700 gam (17,6-24,6 aoxơ). Chúng dài 41–49 cm (18,5-21,2 inch) và có sải cánh 73–75 cm (27,5-28,7 inch). Vịt trống có mắt màu đỏ và bộ lông ngũ sắc óng ánh. Cả hai giới có mào đầu.
Uyên ương dài 41–49 cm với sải cánh dài 65–75 cm. Nó có bộ lông rực rỡ hơn vịt Carolina. Uyên ương mái có màu ít sáng hơn so với uyên ương trống.

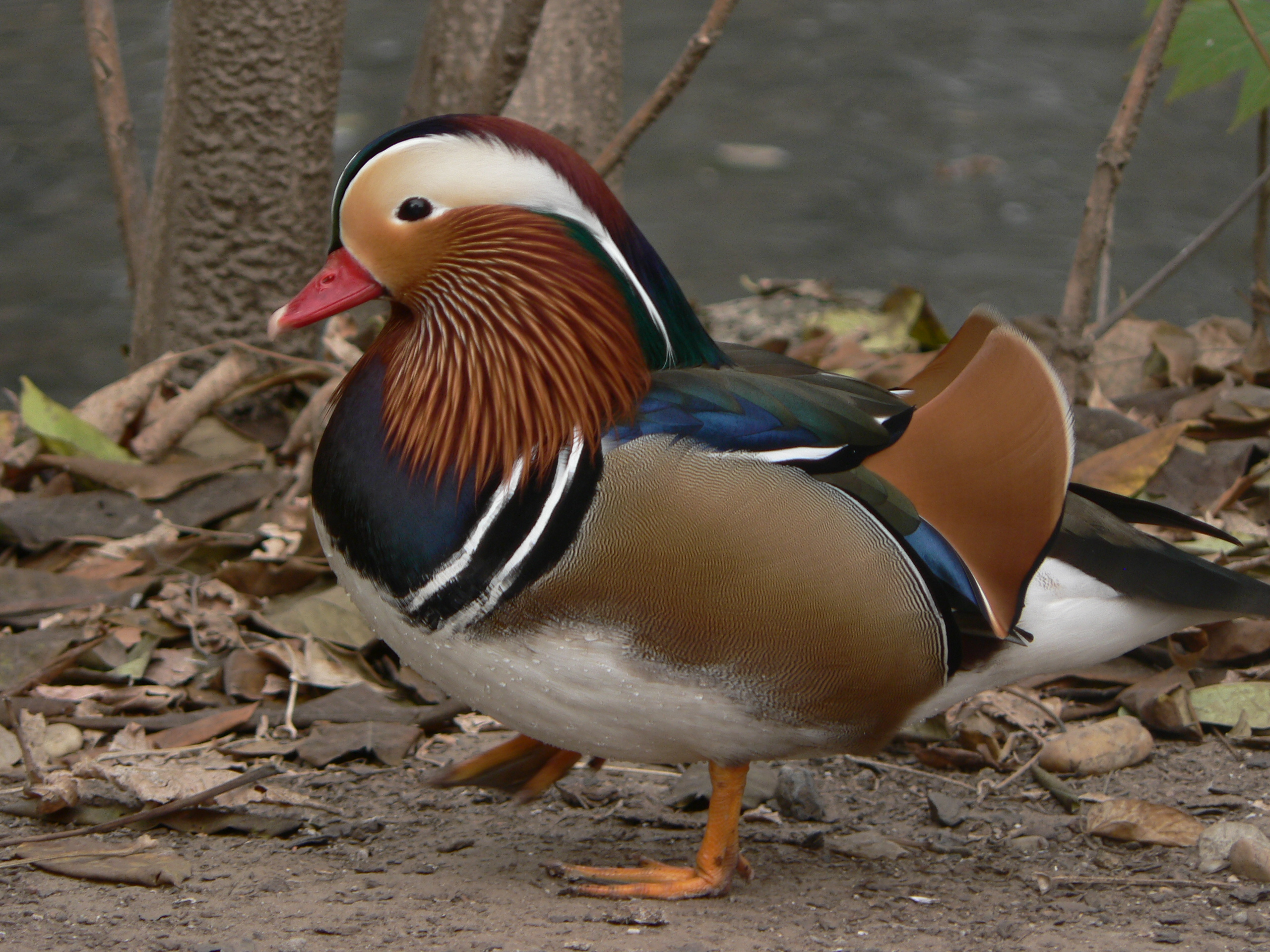
Uyên ương (Aix galericulata)

 Vịt Carolina ăn các loại động vật giáp xác nhỏ, côn trùng, và các thức ăn thực vật. Uyên ương chủ yếu ăn thức ăn thực vật.
Vịt Carolina có khả năng sinh sản khi khoảng một năm tuổi. Chúng là đơn phối ngẫu (một vợ một chồng) trong mùa sinh sản. Giao phối xảy ra trong khoảng từ tháng hai tới tháng tư, tùy theo vĩ độ. Lượng trứng đẻ khoảng từ 6 tới 15, và khoảng thời gian ấp trứng là khoảng 30 ngày. vịt non có thể sống độc lập ngay từ khi sinh ra. Chúng rời khỏi nơi làm ổ từ lúc một ngày tuổi và được vịt mẹ chăm sóc trong khoảng 60 ngày. Vịt non có tỷ lệ tử vong rất cao. Vịt Carolina thường sống 3-4 năm.
Uyên ương cũng là đơn phối ngẫu. Các nghi thức tán tỉnh, giống như bộ lông, là khá sặc sỡ. Uyên ương mái đẻ từ 9 đến 12 trứng trong một ổ , sau đó ấp khoảng 30 ngày. Chăm sóc của uyên ương mẹ ngắn hơn một chút, chỉ kéo dài khoảng 40 ngày.
Cả hai loài đang bị đe dọa do mất nơi sống. Khi sự phát triển của con người tiếp tục mở rộng, các khu rừng mà những loài vịt này ưa thích vẫn tiếp tục bị thu hẹp. Uyên ương có thể có số lượng ít hơn 20.000 con.